# William Raymond Philipson
William Raymond Philipson (7 de septiembre de 1911, Tasmania - 28 de marzo de 1997), fue un naturalista, botánico, pteridólogo, y explorador neozelandés. Estaba casado con su colega Melva Noeline Philipson (1925-).

## Honores
- Miembro correspondiente de Sociedad Botánica de América

## Algunas publicaciones
- william raymond Philipson, harold edmund Box. 1951. Contributions to our knowledge of old world Araliaceae. Bull. of the British Museum. Natural history. 1 pp.

### Libros
- barbara f. Palser, william raymond Philipson, melva n. Philipson. 1991. Characteristics of ovary, ovule and mature megagametophyte in Rhododendron L. (Ericaceae) and their taxonomic significance. Volumen 105, N.º 4 de Botanical journal. Academic Press. 102 pp.

- william raymond Philipson. 1979. Araliaceae: 1. 105 pp.

- -------------------------, josephine m. Ward, brian geoffrey Butterfield. 1971. The vascular cambium: its development and activity. Chapman & Hall. 182 pp.

- harold St. John, william raymond Philipson. 1962. An account of the flora of Henderson Island, South Pacific Ocean. Royal Society of New Zealand. 194 pp.

- william raymond Philipson. 1962. Rock garden plants of the Southern Alps. Caxton Press. 167 pp.

- -------------------------. 1952. The immaculate forest: an account of an expedition to unexplored territories between the Andes and the Amazon. Hutchinson. 223 pp.

- -------------------------, c.c. Doncaster, j.m. Idrobo. 1951. An expedition to the Sierra de la Macarena, Colombia. Royal Geographical Soc. 13 pp.

- -------------------------. 1950. Wild flowers. Black's young naturalist's series. A. & C. Black. 96 pp.

- -------------------------. 1937. A revision of the British species of the genus Agrostis L. . Volumen 51 de Botanical journal. Linnean Society. 79 pp.

- valentine jackson Chapman, william raymond Philipson, d.a. Chaytor. 1937. A revision of the marine algae of Norfolk. Volumen 51, N.º 338. Linnean Society. 59 pp.

- La abreviatura «Philipson» se emplea para indicar a William Raymond Philipson como autoridad en la descripción y clasificación científica de los vegetales.[1]